# 格蘭茨維爾鎮區 (密蘇里州林縣)
格蘭茨維爾鎮區（英語：Grantsville Township）是位於美國密蘇里州林縣的一個行政鎮區。

## 地方資料
格蘭茨維爾鎮區的面積為119.98平方千米，當中陸地面積為119.18平方千米，而水域面積為0.80平方千米。根據2020年美國人口普查的數據，當地共有人口202人，而人口密度為每平方千米1.68人。